# Chaetophthalmus nitidus
Chaetophthalmus nitidus là một loài ruồi trong họ Tachinidae.